# Vieux-Reng
Vieux-Reng é uma comuna francesa na região administrativa de Altos da França, no departamento do Norte. Estende-se por uma área de 11.64 km². Em 2010 a comuna tinha 869 habitantes (densidade: 74,7 hab./km²).